# Maça de Liçana
Maça Liçana, Maça de Liçana o Maza Lizana és un llinatge de rics-homes i senyors establerts al Regne de València arran de la conquesta per Jaume I.
Entre els seus dominis, van ostentar els senyorius de Moixent, Novelda, Monòver, la Font de la Figuera o Xinosa, entre d'altres.
Els orígens cal cercar-los en les dues nissagues, ambdues aragoneses. Els Maça són datats al segle xi, amb cavallers com Fortún Maça o Pero Maça de Sangarrén, qui participa en la conquesta de Mallorca. Pel que fa als Liçana, han estat relacionats amb el castell que duu el seu nom d'ençà el segle xi.
Arribats al Regne de València, els llinatges s'uneixen amb el matrimoni entre el Pere Maça III (m. 1363) i la seua segona esposa, Blanca de Liçana i Luna. L'hereu va ser Pere IV Maça i de Liçana (m. 1394), qui ostentarà el senyoriu de Moixent. Li va continuar Pere V Maça de Liçana i d'Alagó (m. 1448), conegut com el Barbut, qui a més de Moixent també posseeix la Font de la Figuera, Novelda, Monòver i el castell de Mola, entre altres senyorius, com ara el de Xinosa, que incloïa els actuals municipis del Pinós, l'Alguenya o la Romana. Pere V també va ser governador d'Oriola des de 1428.
El fill de Pere V i Brianda Cornell de Luna fou en Martí Maça de Liçana i Cornell, també governador d'Oriola a partir de 1451. Casat amb Rafaela de Rocafull, qui era germana del senyor d'Albatera, va tindre com a successor el seu fill Pere VI Maça de Liçana i Rocafull. Pere VI va rebre del seu avi Pere V els senyorius de Moixent, Monòver, la Font de la Figuera, Novelda, Xinosa, Pinet i el castell de la Mola, així com altres possessions heretades dels seus oncles Maça de Liçana i Cornell.
El fill de Pere VI i Beatriu Carròs d'Arborea, Pere VI Maça de Liçana i Carròs d'Arborea (m. 1545), conegut com el Modern, també hi va exercir la governació d'Oriola. En les Germanies hi va perdre bona part del seu patrimoni. Hi va tindre un fill natural amb Esperança Cascante, en Joan Maça de Liçana i Cascante (m. 1547). Aquest Joan va ser legitimat pel rei Carles III d'Espanya i va esdevindre en cinquè senyor de Moixent.
Joan Maça de Liçana i la seua muller, Guiomar de Castro, no van tindre descendència, de manera que el patrimoni va quedar dividit: Monòver i Xinosa van anar cap a la seua família materna, els Cascante, mentre que Moixent, Novelda, la Font de la Figuera, el castell de la Mola, Benimaclet i altres dominis, van ser heretats per la seua tia Brianda Maça de Liçana i Carròs d'Arborea, qui va morir soltera després de donar, el 1548, dels seus títols al llinatge dels Lladró de Vilanova.
Els Lladró de Vilanova, però, van perdre bona part d'eixos dominis cap al 1570, arran d'un plet interposat per un altre Joan Maça de Liçana, net de Gaspar, germà il·legítim de Pere VI. El plet es va allargar fins a principis del segle xvii.
Un segle després, el 1739, Josep Caro i Maça de Liçana suma el marquesat de la Romana als senyorius de Moixent i Novelda. Els seus descendents mantindran el llinatge Caro, tot desapareixent el Maça de Liçana, com es pot veure en el seu net i successor, Pere Caro i Sureda (1761-1811).